# Nataša Rybanská
Nataša Rybanská (ur. 10 kwietnia 2000 w Pieszczanach) – węgierska piłkarka wodna pochodzenia słowackiego, reprezentantka Węgier. Brązowa medalistka igrzysk olimpijskich w Tokio w 2021 i mistrzostw Europy.
| Rok  | Impreza                          | Miejsce | Pozycja    |      |                                        |           |            |
| ---- | -------------------------------- | ------- | ---------- | ---- | -------------------------------------- | --------- | ---------- |
| Rok  | Impreza                          | Miejsce | Pozycja    | 2020 | Mistrzostwa Europy w Piłce Wodnej 2020 | Budapeszt | 3. miejsce |
| 2021 | Letnie Igrzyska Olimpijskie 2020 | Tokio   | 3. miejsce |      |                                        |           |            |